# Terapon
Terapon is een geslacht van straalvinnige vissen uit de familie van de tijgerbaarzen (Terapontidae). Het geslacht is voor het eerst wetenschappelijk beschreven in 1817 door Cuvier.

## Soorten
- Terapon jarbua (Forsskål, 1775)
- Terapon puta Cuvier, 1829
- Terapon theraps Cuvier, 1829